# 玩轉列斯聯
《玩轉列斯聯》（英語：The Damned Utd） 是英國作家大衛·皮爾斯的一本長篇小說，內容以白賴仁·哥洛夫在1974年短暫執教列斯聯的情況為背景來改編而成的。

## 情節
小說以白賴仁·哥洛夫的角度出發，描述他意識上嘗試將自己的信念強加在昔日的競爭對手列斯聯的球員身上，但由於球員依然效忠前領隊唐·李維而未能如願。其中，小說穿插他擔任打比郡領隊時的光輝歲月，作者形容這是基於事實的想像。小說包含了想像、傳聞和基於文件事實的推測，作者通過小說將白賴仁·哥洛夫描繪成一位有很大缺點的英雄，而且是滿口胡言、復仇心重、受到自己的心魔困擾並且酗酒的人。

## 反應
2006年8月，小說由費伯和費伯出版，深獲好評而且銷量平穩，年末時小說甚至已經變得口口相傳。對於小說的評價普遍都是正面的，《泰晤士報》形容這很可能是最佳的有關體育的小說，《衛報》則讚揚作者對白賴仁·哥洛夫心聲的想像，主角的缺點和所有東西都描述得繪聲繪色。然而，一些對角色的描述引起了爭議，小說受到哥洛夫家族的批評，認為他後期的領隊生涯被描述得過於負面。尊尼·基路士投訴書中形容他的情節的方式，並聲稱他已經被造謠中傷。他寫道：「皮爾斯在書本內講述的很多事情都從未發生，因此我認為有必要在法庭上證明這是基於事實的想像，僅此而已。」費伯和費伯不同意，並反擊他的控訴。最終，尊尼·基路士在官司中取勝，出版商承諾在小說再版時會刪除一些激怒尊尼·基路士的來源。

## 電影
2009年，小說改編成電影，由米高·辛飾演白賴仁·哥洛夫，電影上映後備受好評